# Bladtjärnen (Bjursås socken, Dalarna)
Bladtjärnen är en sjö i Falu kommun i Dalarna och ingår i Dalälvens huvudavrinningsområde.